# Qualifications de la zone Afrique pour la Coupe du monde de rugby à XV 2003
Navigation
Qualifications Coupe du monde 1999 Qualifications Coupe du monde 2007
Les qualifications de la zone Afrique pour la Coupe du monde de rugby à XV 2003 opposent douze participants du 28 juillet 2001 au 12 octobre 2002. Une équipe est qualifiée directement pour la phase finale, une deuxième dispute un match de barrage contre une équipe européenne.

## Liste des équipes participantes
Les qualifications comprennent quatre tours. Le vainqueur final est qualifié pour la Coupe du monde, tandis que le deuxième joue un barrage contre le quatrième de la Zone Europe. Les douze équipes suivantes prennent part aux épreuves de qualification :
| - Botswana - Cameroun - Côte d'Ivoire - Eswatini | - Kenya - Madagascar - Maroc - Namibie | - Ouganda - Tunisie - Zambie - Zimbabwe |

## Tour 1

### Poule A
La Poule A est composée du Cameroun, de l'Ouganda et de la Zambie. Le vainqueur, ici le Cameroun, est qualifié pour le Tour 2.
| Rang | Pays     | J | V | N | D | Pm | Pe | Diff | Pts |
| ---- | -------- | - | - | - | - | -- | -- | ---- | --- |
| 1    | Cameroun | 2 | 1 | 0 | 1 | 41 | 25 | +16  | 4   |
| 2    | Ouganda  | 2 | 1 | 0 | 1 | 21 | 29 | -8   | 4   |
| 3    | Zambie   | 2 | 1 | 0 | 1 | 37 | 45 | -8   | 4   |

- 28/07/2001 : Zambie 25 - 24 Cameroun
- 11/08/2001 : Ouganda 21 - 12 Zambie
- 25/08/2001 : Cameroun 17 - 0 Ouganda

### Poule B
La Poule B est composée du Botswana, de Madagascar et de l'Eswatini. Le vainqueur, ici Madagascar, est qualifié pour le Tour 2.
| Rang | Pays       | J | V | N | D | Pm | Pe | Diff | Pts |
| ---- | ---------- | - | - | - | - | -- | -- | ---- | --- |
| 1    | Madagascar | 2 | 2 | 0 | 0 | 57 | 32 | +25  | 6   |
| 2    | Botswana   | 2 | 1 | 0 | 1 | 24 | 34 | -10  | 4   |
| 3    | Eswatini   | 2 | 0 | 0 | 2 | 24 | 39 | -15  | 2   |

- 01/09/2001 : Botswana 13 - 3 Eswatini
- 16/09/2001 : Madagascar 31 - 11 Botswana
- 29/09/2001 : Eswatini 21 - 26 Madagascar

## Tour 2
Le Tour 2 est composé des équipes qualifiées au Tour 1 (Cameroun et Madagascar) ainsi que du Kenya. Le vainqueur, ici Madagascar, est qualifié pour le Tour 3.
| Rang | Pays       | J | V | N | D | Pm | Pe | Diff | Pts |
| ---- | ---------- | - | - | - | - | -- | -- | ---- | --- |
| 1    | Madagascar | 2 | 2 | 0 | 0 | 57 | 44 | +13  | 6   |
| 2    | Kenya      | 2 | 1 | 0 | 1 | 60 | 42 | +18  | 4   |
| 3    | Cameroun   | 2 | 0 | 0 | 2 | 39 | 70 | -31  | 2   |

- 13/10/2001 : Madagascar 27 - 20 Kenya
- 27/10/2001 : Cameroun 24 - 30 Madagascar
- 24/11/2001 : Kenya 40 - 15 Cameroun

## Tour 3
La Coupe d'Afrique 2002 sert de troisième tour pour la phase de qualifications. Les poules A et B de ce tournoi organisé par la Confédération africaine de rugby donnent chacune une place qualificative pour le quatrième et dernier tour. La Namibie et la Tunisie sont les deux équipes qualifiées.
| Poule A | Poule B |
| --- | --- |
| - 18/05/2002 : Tunisie 27 - 26 Maroc - 25/05/2002 : Côte d'Ivoire 8 - 13 Tunisie - 01/06/2002 : Maroc 23 - 21 Côte d'Ivoire | - 02/06/2002 : Madagascar 3 - 52 Zimbabwe - 15/06/2002 : Namibie 116 - 0 Madagascar - 29/06/2002 : Zimbabwe 30 - 42 Namibie |
| 1. Tunisie 2. Maroc 3. Côte d'Ivoire                                                                                        | 1. Namibie 2. Zimbabwe 3. Madagascar                                                                                        |

## Tour 4
La finale de la Coupe d'Afrique sert de quatrième tour de qualification. Elle se dispute en matchs aller-retour. À l'issue des deux matchs, les deux équipes sont à égalité avec une victoire et 43 points marqués chacun. La Namibie l'emporte au nombre d'essais marqués (4 contre 3). La Namibie est donc qualifiée pour la Coupe du monde de rugby 2003 et la Tunisie dispute le tour de repêchage.
| Date       | Match                   |
| ---------- | ----------------------- |
| 28/09/2002 | Namibie 26 - 19 Tunisie |
| 12/10/2002 | Tunisie 24 - 17 Namibie |